# Бета ћелије
Бета ћелије (β-ћелије) су јединствена врста ћелија ендокриног дела панкреаса, код већине сисара, локализоване у Лангерхансовим острвцима, и спадају у групу од најмање пет различитих типова инсулоцита који производе и луче хормоне директно у крвоток. Главни хормон који луче је инсулин, пептидни хормон састављен од 51 аминокиселина које се синтетишу у њима. Ове ћелије чине 65-80% ћелија Лангерхансових острваца.

## Функција
Бета ћелије имају физиолошку функцију лучења инсулина, хормона који контролише ниво глукозе у крви. Бета-ћелија синтетизује и секретује инсулин углавном као одговор на повећан ниво глукозу, али према најновијим истраживањима, и као одговор на дејство неколико хранљивих састојака, хормона и нервних стимулуса.
Основни ниво глукозе у крви регулише јетра, али како она не може да брзо реагује на нагла повећања нивоа глукозе у крви, ова повећања регулише отпуштање складиштеног инсулина и истовременао његово повећано лучење. Време одзива бета ћелија је прилично брзо, просечно око 10 минута.
Осим инсулина, бета ћелије луче и Ц-пептид, нуспродукт у производњи инсулина, који се у крвотоку налази у еквимоларним количинама. C-пептида помаже да се спречи појава неуропатија и других симптома дијабетесне васкулопатије узроковане васкуларним поремећајима у крвним судовима дијабетичара. Мерење нивоа C-пептида може дати лекару податке о стању (количини-маси) бета ћелија.
Бета ћелије такође производе амилин, такође познат као (IAPP), амилоидни полипептид острваца. Функција амилина као део ендокриног панкреаса која помаже у гликорегулацији. Амилин има улогу у метаболичким функцијама као инхибитор појаве хранљивих материја [посебно глукозе] у плазми. Такође он функционише као синергетски партнер инсулину. Док инсулина регулише дугорочни унос хране, повећана количина амилина смањује унос хране у кратком року.

## Регулација функције бета ћелија преко хормона
Према најсавременијим сазнањима о главном инкретину-хормону – Глукагону сличан пептид-1 (GLP-1), посебно је значајна улога овог хормона у регулацији секреције инсулина, преко дејства на бета и алфа ћелије панкреаса. Најпотентнији глукоинкретин-хормон, GLP-1, стимулише секрецију инсулина зависну од нивоа гликозе и при еугликемији, односно GLP-1 игра главну улогу у ентероинсулинској осовини. Дејство GLP-1 на ћелије D и бета-ћелије непосредно је, док је дејство на алфа-ћелије посредно, односно GLP-1 инхибише лучење глукагона паракриним механизмом путем стимулације лучења соматостатина.
Познато је да GLP-1 „дозвољава“, у активацији гликозе, да се повећа секреција инсулина из бета ћелија, односно GLP-1 може „опремити“ бета ћелије да буду гликозно компетентне.
Он такође стимулише биосинтезу проинсулина (транскрипцију гена за инсулин), стимулише секрецију инсулина, а најновија истраживања указују да стимулише пролиферацију и неогенезу бета ћелија ендокриног панкреаса.
Такође он стимулише лучење соматостатина, а на алфа ћелије панкреаса делује тако што инхибише секрецију глукагона. Међутим, нејасно је да ли GLP-1 инхибише секрецију глукагона непосредним дејством на алфа ћелије или познатим паракриним ефектима инхибиције инсулина и соматостатина на алфа ћелије.